# Жимекур
Жимекур (фр. Gimécourt) насеље је и општина у североисточној Француској у региону Лорена, у департману Меза која припада префектури Комерси.
По подацима из 2011. године у општини је живело 37 становника, а густина насељености је износила 3,66 становника/km². Општина се простире на површини од 10,12 km². Налази се на средњој надморској висини од 330 метара (максималној 346 m, а минималној 262 m).

## Демографија
| 1962. | 1968. | 1975. | 1982. | 1990. | 1999. | 2011. |
| ----- | ----- | ----- | ----- | ----- | ----- | ----- |
| 77    | 68    | 45    | 52    | 48    | 29    | 37    |

График промене броја становника у току последњих година